# Половов, Роман Александрович
Роман Александрович Половов (9 февраля 1990) — российский футболист, полузащитник.

## Карьера
Профессиональную карьеру начал в 2007 году клубе Второго дивизиона «Олимпия» Волгоград, за который провёл 3 матча. В 2008 году Половов сыграл 10 матчей за молодёжный состав самарских «Крыльев Советов», а первый круг сезона 2009 года провёл в молодёжной команде краснодарской «Кубани», за которую провёл 12 матчей. Дебютировал в российской Премьер-лиге в выездном матче против московского «Локомотива», выйдя на замену на 90-й минуте матча вместо Руслана Аджинджала.